# Joe Busillo
Giuseppe Busillo, detto Joe (Toronto, 13 maggio 1970), è un ex hockeista su ghiaccio canadese naturalizzato italiano, di ruolo attaccante, che militò fra gli anni 1990 e i 2000 in squadre di Serie A in Italia e della DEL in Germania, oltre che nella  Nazionale italiana.

## Carriera

### Club
Nato in Canada, esordisce a 17 anni nella Ontario Hockey League, importante lega giovanile nordamericana, nella formazione degli Oshawa Generals, con cui nel 1990 si aggiudica la Memorial Cup. Dopo i tre anni ad Oshawa, Busillo milita una stagione per i Sault Ste. Marie Greyhounds, formazione con cui vince la J. Ross Robertson Cup.
Nello stesso anno Busillo approda in Italia, all'Alleghe Hockey, con i quali disputa quattro campionati e tre Alpenliga, una delle quali vinta, nella stagione 1992-1993.
In quello stesso anno si trasferisce ai Mastini Varese, coi quali disputa campionato, Alpenliga e la vittoriosa IIHF Federation Cup. Resta in Lombardia per una sola stagione: nella gara 1 della semifinale scudetto contro il Bolzano gli viene comminato un anno di squalifica e nella stagione 1996/97 va in Germania, con i Kölner Haie, coi quali disputa 3 campionati e due EHL.
Gioca ancora due stagioni in Deutsche Eishockey-Liga, una con gli Eisbären Berlin, l'altra (nel 2000-01) con i SERC Wild Wings, senza riuscire tuttavia ad aggiudicarsi il titolo.
Di nuovo un trasferimento nel 2001, quando scelse di giocare in Inghilterra, nella Ice Hockey Superleague, con i Manchester Storm, prima di tornare, per la stagione 2002-03 in Italia, questa volta presso i Milano Vipers.
Con i meneghini vince tutte le competizioni nazionali: 4 scudetti (2003, 2004, 2005 e 2006); 2 Coppe Italia (2004 e 2005) ed una Supercoppa Italiana (2002).
Il 29 giugno 2006, con una lettera sul sito della società, annunciò di aver deciso di concludere la carriera.

### Nazionale
Nel 1995 Busillo fece il suo esordio in Nazionale, in occasione dei Mondiali in Svezia: in 6 incontri disputati segna un gol e fornisce un assist. Parteciperà anche alle edizioni del 1997, del 2000, del 2001, del 2002 e del 2006, oltreché ai vittoriosi mondiali di gruppo 1 del 2005. Partecipa alla spedizione olimpica di Torino 2006 nella veste di capitano.

## Palmarès

### Club
- Alpenliga: 1

Alleghe: 1992-1993
- Campionato italiano: 4

Milano Vipers: 2002-2003, 2003-2004, 2004-2005, 2005-2006
- Coppa Italia: 2

Milano Vipers: 2004-2005, 2005-2006
- Supercoppa italiana: 1

Milano Vipers: 2002
- IIHF Federation Cup: 1

Varese: 1995-1996
- Memorial Cup: 1

Oshawa: 1989-1990
- Ontario Hockey League: 1

Sault Ste. Marie: 1990-1991

### Nazionale
- Campionato mondiale di hockey su ghiaccio - Prima Divisione: 1

Paesi Bassi 2005